# Мадейрский диалект
Мадейрский диалект (порт. Dialeto madeirense) — диалект португальского языка, на котором говорят жители архипелага Мадейра.
На этом диалекте говорит около 270 тыс. жителей острова Мадейра и несколько сотен тысяч эмигрантов с этого острова в мире.

## Характеристика
Поскольку архипелаг был заселён в начале XV века, мадейрский диалект берёт начало от архаичных португальских диалектов, принесённых переселенцами, в основном из регионов Минью и Алгарве, а также торговцами из разных стран, такими как англичанами, испанцами, голландцами, фламандцами, рабами с Канарских островов и Марокко и другими.
Это всё привело к появлению диалекта с его собственными и своеобразными характеристиками — как фонетическими и грамматическими, так и словарными.
Как и у других диалектов, у мадейрского диалекта есть свои словари. В 1950 году в Фуншале вышел словарь диалектизмов данного диалекта, объёмом в 120 страниц.

### Фонетика
Внутри мадейрского диалекта имеются значительные фонетические различия, причём не только между островами Мадейра и Порту-Санту, но даже внутри самой Мадейры.
Возможности, присутствующие во всех поддиалектах:
- Палатализация согласной «l», когда ей предшествует гласная «i»[3]. Примеры: «Семья (família)»: (читается: famílhia); «Посёлок (vila)»: (читается: vilha); «Вон тот (aquilo)»: (читается: aquilho); «Филип (Filipe)»: (читается: Filhipe)[2].
- Сохранение последней гласной «e» в глаголах. Примеры: «Делать (fazer)»: (читается: fazêre или fazêri); «Есть (comer)»: (читается: comêre или comêri); «Говорить (falar)» (читается: falare или falari)[2].

Возможности, присутствующие не во всех поддиалектах:
- Дифтонгизация ударной гласной и добавление «u» за той же гласной. Примеры: «Глаз»: (читается: uôlho или uôlhe); «Муравей»: (читается: formúiga); «Книга»: (читается: lúivro или lúivre).
- Замена гласной «o» на «e» в конце слова. Примеры: «Кость (osso)»: (читается: osse); «Обезьяна (macaco)»: (читается: macaque); «Автомобиль (carro)»: (читается: carre); «Роналду (Ronaldo)»: (читается: Ronalde).
- Замена «agem» на «age». Примеры: «Останавливаться (paragem)»: (читается: parage); «Путешествовать (читается: viagem)»: (viage)[2].
- В третьем лице множественном числе «am» меняется на «u». Примеры: «Они остались (ficaram)»: (читается: ficáru); «Они были (foram)»: (читается fôru).
- Замена «os» и «as» на «ui» и «ai».

## Грамматика
Местоимение «вы» не используется в диалекте и вместо него используют «вас». Также в диалекте преобладают местоимения, например: не «Я сказал ему (Eu disse-lhe)» и «Я напугал его (Eu assustei-o)», а «Я сказал ей (Eu disse a ela)» и «Я напугал его (Eu assustei ele)».

## Звуковые записи
- Ouvir запись из Камара-ди-Лобуш
- Ouvir запись из Порту-Санту
- Ouvir запись из Порту-да-Круш
- Ouvir запись из Канисала